# Ängscitronbi
Ängscitronbi (Hylaeus confusus), är ett bi som är medlem av familjen korttungebin och släktet citronbin.

## Beskrivning
Som många andra citronbin har ängscitronbiet en svart, nästan hårlös kropp med ljusa tecken i ansiktet, hos hanen en hel ansiktsmask. Hos denna art har honan två gulaktiga fläckar under ögonen, medan hanen har både käkar, panna och clypeus (munskölden) vitaktiga. Överläppen är dock svart. På mellankroppen har båda könen två gula fläckar vid vingfästena; benen är svarta med undantag för bakskenbenen, som har en blekgul markering. Hanen har även de fyra bakre fötterna delvis blekgula. På bakkroppen har den första tergiten via hårfransar på sidorna; på äldre honor kan dessa emellertid ha nötts bort. Längden uppgår till mellan 6 och 8 mm hos honan, 6 och 7 mm hos hanen.

## Ekologi
Arten förekommer i skogsbryn och -gläntor, vingårdar, trädgårdar, flodstränder, sand- och grustag, ruderatmark samt på sandhedar. Arten är polylektisk, den hämtar pollen från blommande växter från många olika familjer, som flockblommiga växter, korgblommiga växter, kransblommiga växter, rosväxter, klockväxter, resedaväxter och ärtväxter. Nektar hämtas även det från ett stort antal familjer som ranunkelväxter, malvaväxter, korsblommiga växter, rosväxter, grobladsväxter (som veronikor), klockväxter, väddväxter och korgblommiga växter. Flygtiden varar normalt mellan slutet av maj och slutet av september. I vissa länder, bland annat Frankrike, har en andra, höstflygande generation rapporterats.
Larvbona inrättas i torra växtstjälkar av bland annat vass, videarter och syrener samt i gamla insektsgångar i dött trä. Det förekommer att de angrips av boparasiten stor bistekel.

## Utbredning
Arten finns i Europa från Storbritannien (främst England och Wales) samt Iberiska halvön i väster, till Ryssland i öster, och från norra Grekland i söder, till Fennoskandien i norr. Österut fortsätter utbredningsområdet till Kurilerna,, Mongoliet och Kina.
I Sverige finns arten i hela Götaland och Svealand, och längst kustlandskapen i Norrland.
I Finland finns arten förhållandevis sammanhängande från Åland och sydkusten till i höjd med Norra Österbotten – Kajanaland samt i väster till sydvästligaste Lappland, och därefter något enstaka fynd norr därom.

## Status
Arten är vanlig i västra Palearktis, mindre vanlig i östra. IUCN klassificerar den dock som livskraftig ("LC").. Samma klassificering avger Artdatabanken i Sverige, och Finlands Artdatacenter i Finland.